# Амадзиев, Абдулла Магомедович
Абдулла Магомедович Амадзиев (род. 1 марта 1935, c. Урахи Сергокалинский район, Дагестанская АССР, РСФСР, СССР — 2011 г. Махачкала) — советский и российский ученый, доктор технических наук, профессор, кандидат физико-математических наук. Заслуженный деятель науки Российской Федерации и ДАССР. Академик Международной академии наук. Лауреат Государственной премии РФ. 

## Биография
Родился 1 марта 1935 года в с. Урахи Сергокалинского района Дагестанской АССР.
После окончания Урахинской средней школы, окончил физико-математический факультет ДГПИ.
Трудовую деятельность начал учителем математики и физики Сергокалинской СОШ № 1.
Далее закончил Аспирантуру Ленинградского кораблестроительного института.
В 1967 г. – директор филиала Ленинградского кораблестроительного института в г. Каспийске.
С 1972 по 1989 г.г – декан приборостроительного факультета и заведующий кафедрой математики ДГТУ.
С 1983 по 1991 г.г – директор объединенного научно-исследовательского и производственного центра Дагестанского филиала Академии наук СССР.
С 1983 по 1991 г.г – директор института высоких температур АН СССР по использованию солнечной энергии.
С 1991 по 2007 г.г – директор научного полигона РАН «Солнце».
В период работы А. Амадзиева директором ИВТ АН СССР были созданы уникальные технологии освоения возобновляемых источников энергии.
Доктор технических наук, профессор, кандидат физико-математических наук. Автор более 200 научных работ, в том числе 5 монографий.
Заслуженный деятель науки Российской Федерации и ДАССР. Академик Международной академии наук. Лауреат Государственной премии РФ в области науки и техники и Государственной премии РД.
Почётный работник высшего профессионального образования РФ, Почётный работник среднего профессионального образования РФ. Отличник народного образования СССР.
Награждён двумя орденами Трудового Красного Знамени, орденом «Знак почёта», медалями.
Скончался в 2011 году в возрасте 76 лет. Похоронен в селе Сергокала.